# Michail Orlow (Leichtathlet)
Michail Orlow (russisch Михаил Орлов, engl. Transkription Mikhail Orlov; * 25. Juni 1967) ist ein ehemaliger russischer Leichtathlet, der sich auf das Gehen spezialisiert hat. 1993 feierte er mit dem Gewinn der Bronzemedaille über 5000 Meter bei den Hallenweltmeisterschaften in Toronto seinen größten sportlichen Erfolg.

## Sportliche Laufbahn
Erste internationale Erfahrungen sammelte Michail Orlow vermutlich im Jahr 1985, als er bei den Junioreneuropameisterschaften in Cottbus für die Sowjetunion startend in 43:55,62 min den sechsten Platz im 10.000-Meter-Bahngehen belegte. Im Jahr darauf gelangte er bei den Juniorenweltmeisterschaften in Athen mit 43:09,49 min auf Rang zehn. 1993 gewann er bei den Hallenweltmeisterschaften in Toronto in 18:43,48 min die Bronzemedaille über 5000 Meter hinter seinem Landsmann Michail Schtschennikow und Robert Korzeniowski aus Polen. Im Jahr darauf belegte er bei den Europameisterschaften in Helsinki in 1:21:01 h den fünften Platz über 20 km und 1995 beendete er seine aktive sportliche Karriere im Alter von 28 Jahren.